# Stefan Effenberg
Stefan Effenberg (Niendorf, Hamburg, 2. kolovoza 1968.), bivši je njemački nogometaš i trenutno trener Paderborna.
Kao središnji vezni igrač, Effenberg je imao sposobnosti razigravača, jakog preciznog udarca i fizičku snagu, ali i kontroverzan karakter.
U Bundesligi, Effenberg je "skupio" 109 žutih kartona, što je tada bio ligaški rekord svih vremena.

## Nagrade i uspjesi
Klupski uspjesi
- Bundesliga: 1998./99., 1999./00., 2000./01.
- DFB-Pokal: 1994./95., 1999./00.
- DFB-Ligapokal: 1998., 1999.
- Liga prvaka: 2000./01.
- Interkontinentalni kup: 2001.

Reprezentativni uspjesi
- UEFA Euro: doprvak 1992.

## Vanjske poveznice
- Službena stranica  Arhivirana inačica izvorne stranice od 29. travnja 2009. (Wayback Machine) (njem.)
- Statistika na Fussballdaten.de (njem.)